# Abu Dhabis Grand Prix 2018
Abu Dhabis Grand Prix 2018, officiellt Formula 1 2018 Etihad Airways Abu Dhabi Grand Prix, var ett Formel 1-lopp som kördes 25 november 2018 på Yas Marina Circuit i Abu Dhabi i Förenade Arabemiraten. Loppet var den tjugoförsta och säsongsavslutande deltavlingen ingående i Formel 1-säsongen 2018 och kördes över 55 varv.

## Kval
| Pos.                    | Nr | Förare            | Konstruktör               | Kvaltider | Kvaltider | Kvaltider | Start- grid |
| Pos.                    | Nr | Förare            | Konstruktör               | Q1        | Q2        | Q3        | Start- grid |
| ----------------------- | -- | ----------------- | ------------------------- | --------- | --------- | --------- | ----------- |
| 1                       | 44 | Lewis Hamilton    | Mercedes                  | 1.36,828  | 1.35,693  | 1.34,794  | 1           |
| 2                       | 77 | Valtteri Bottas   | Mercedes                  | 1.36,789  | 1.36,392  | 1.34,956  | 2           |
| 3                       | 5  | Sebastian Vettel  | Ferrari                   | 1.36,775  | 1.36,345  | 1.35,125  | 3           |
| 4                       | 7  | Kimi Räikkönen    | Ferrari                   | 1.37,010  | 1.36,735  | 1.35,365  | 4           |
| 5                       | 3  | Daniel Ricciardo  | Red Bull Racing-TAG Heuer | 1.37,117  | 1.36,964  | 1.35,401  | 5           |
| 6                       | 33 | Max Verstappen    | Red Bull Racing-TAG Heuer | 1.37,195  | 1.36,144  | 1.35,589  | 6           |
| 7                       | 8  | Romain Grosjean   | Haas-Ferrari              | 1.37,575  | 1.36,732  | 1.36,192  | 7           |
| 8                       | 16 | Charles Leclerc   | Sauber-Ferrari            | 1.37,124  | 1.36,580  | 1.36,237  | 8           |
| 9                       | 31 | Esteban Ocon      | Force India-Mercedes      | 1.36,936  | 1.36,814  | 1.36,540  | 9           |
| 10                      | 27 | Nico Hülkenberg   | Renault                   | 1.37,569  | 1.36,630  | 1.36,542  | 10          |
| 11                      | 55 | Carlos Sainz Jr.  | Renault                   | 1.37,757  | 1.36,982  |           | 11          |
| 12                      | 9  | Marcus Ericsson   | Sauber-Ferrari            | 1.37,619  | 1.37,132  |           | 12          |
| 13                      | 20 | Kevin Magnussen   | Haas-Ferrari              | 1.37,934  | 1.37,309  |           | 13          |
| 14                      | 11 | Sergio Pérez      | Force India-Mercedes      | 1.37,255  | 1.37,541  |           | 14          |
| 15                      | 14 | Fernando Alonso   | McLaren-Renault           | 1.37,890  | 1.37,743  |           | 15          |
| 16                      | 28 | Brendon Hartley   | Scuderia Toro Rosso-Honda | 1.37,994  |           |           | 16          |
| 17                      | 10 | Pierre Gasly      | Scuderia Toro Rosso-Honda | 1.38,166  |           |           | 17          |
| 18                      | 2  | Stoffel Vandoorne | McLaren-Renault           | 1.38,577  |           |           | 18          |
| 19                      | 35 | Sergey Sirotkin   | Williams-Mercedes         | 1.38,635  |           |           | 19          |
| 20                      | 18 | Lance Stroll      | Williams-Mercedes         | 1.38,682  |           |           | 20          |
| 107 %-gränsen: 1.43,549 |    |                   |                           |           |           |           |             |
| Källor:                 |    |                   |                           |           |           |           |             |

## Lopp
| Pos.    | Nr | Förare            | Konstruktör               | Varv | Tid/Bröt    | Grid | Poäng |
| ------- | -- | ----------------- | ------------------------- | ---- | ----------- | ---- | ----- |
| 1       | 44 | Lewis Hamilton    | Mercedes                  | 55   | 1:39.40,382 | 1    | 25    |
| 2       | 5  | Sebastian Vettel  | Ferrari                   | 55   | +2,581      | 3    | 18    |
| 3       | 33 | Max Verstappen    | Red Bull Racing-TAG Heuer | 55   | +12,706     | 6    | 15    |
| 4       | 3  | Daniel Ricciardo  | Red Bull Racing-TAG Heuer | 55   | +15,379     | 5    | 12    |
| 5       | 77 | Valtteri Bottas   | Mercedes                  | 55   | +47,957     | 2    | 10    |
| 6       | 55 | Carlos Sainz Jr.  | Renault                   | 55   | +72,548     | 11   | 8     |
| 7       | 16 | Charles Leclerc   | Sauber-Ferrari            | 55   | +90,789     | 8    | 6     |
| 8       | 11 | Sergio Pérez      | Force India-Mercedes      | 55   | +91,275     | 14   | 4     |
| 9       | 8  | Romain Grosjean   | Haas-Ferrari              | 54   | +1 varv     | 7    | 2     |
| 10      | 20 | Kevin Magnussen   | Haas-Ferrari              | 54   | +1 varv     | 13   | 1     |
| 11      | 14 | Fernando Alonso   | McLaren-Renault           | 54   | +1 varv     | 15   |       |
| 12      | 28 | Brendon Hartley   | Toro Rosso-Honda          | 54   | +1 varv     | 16   |       |
| 13      | 18 | Lance Stroll      | Williams-Mercedes         | 54   | +1 varv     | 20   |       |
| 14      | 2  | Stoffel Vandoorne | McLaren-Renault           | 54   | +1 varv     | 18   |       |
| 15      | 35 | Sergey Sirotkin   | Williams-Mercedes         | 54   | +1 varv     | 19   |       |
| Bröt    | 10 | Pierre Gasly      | Toro Rosso-Honda          | 46   | Retired     | 17   |       |
| Bröt    | 31 | Esteban Ocon      | Force India-Mercedes      | 44   | Retirement  | 9    |       |
| Bröt    | 9  | Marcus Ericsson   | Sauber-Ferrari            | 24   | Engine      | 12   |       |
| Bröt    | 7  | Kimi Räikkönen    | Ferrari                   | 6    | Battery     | 4    |       |
| Bröt    | 27 | Nico Hülkenberg   | Renault                   | 0    | Accident    | 10   |       |
| Källor: |    |                   |                           |      |             |      |       |